# Chiesa di Sant'Aronne
La chiesa di Sant'Aronne è la parrocchiale di Cusighe, frazione di Belluno, in provincia di Belluno e diocesi di Belluno-Feltre; fa parte della convergenza foraniale di Belluno.

## Storia

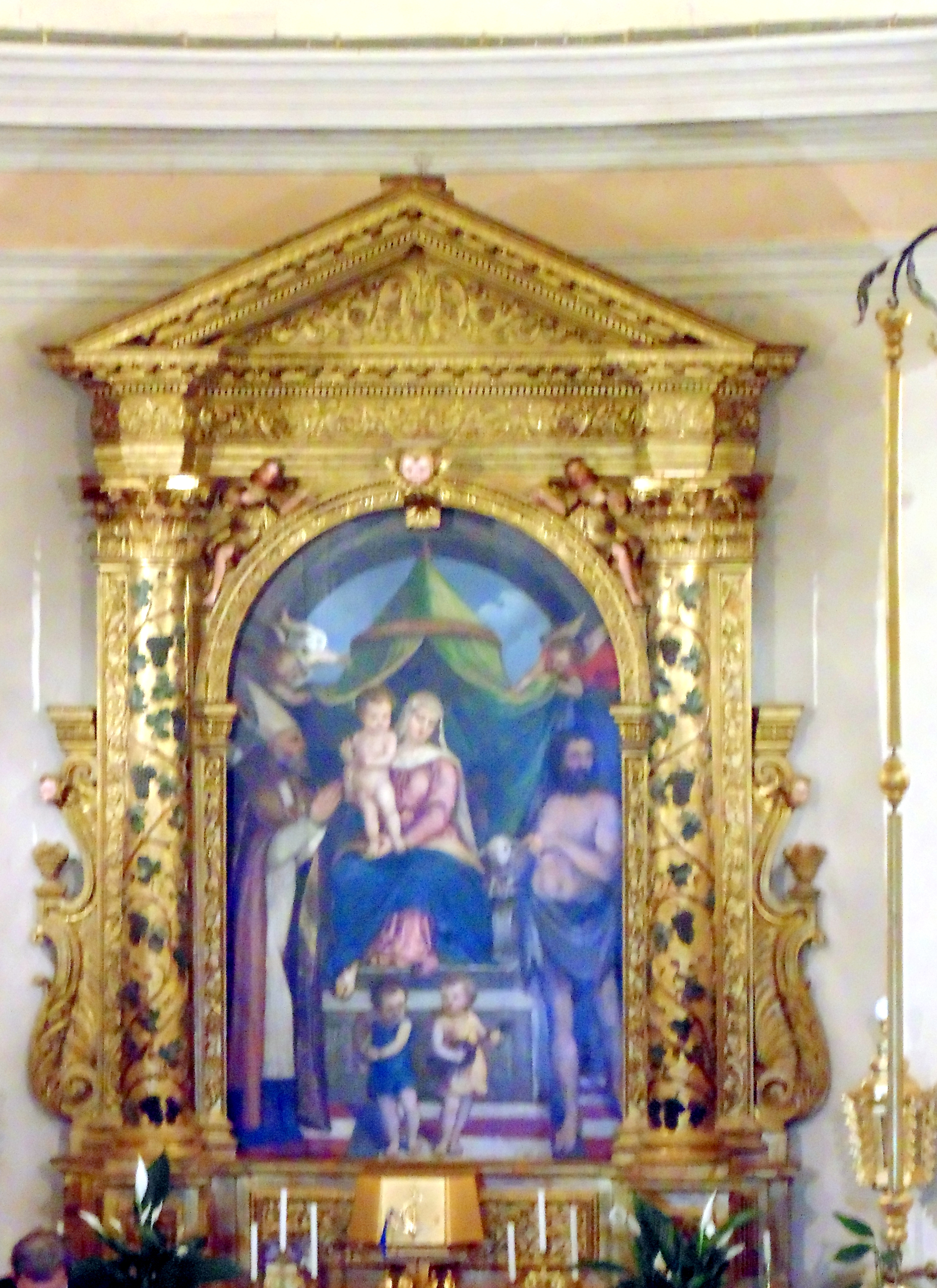
La pala dell'altare maggiore

La prima citazione di una chiesa a Cusighe risale al 1366 ed è da ricercare in un documento datato 16 agosto nel quale si legge che il capitolo della cattedrale di Belluno aveva scelto pre Giacomo figlio di mastro Francesco cortellaio di Feltre quale cappellano della chiesetta cusighese.
La chiesa attuale è frutto del rifacimento condotto tra il 1584 e il 1608 per volere del rettore don Vendrando Egregis iunior; la consacrazione venne impartita nel 1514.

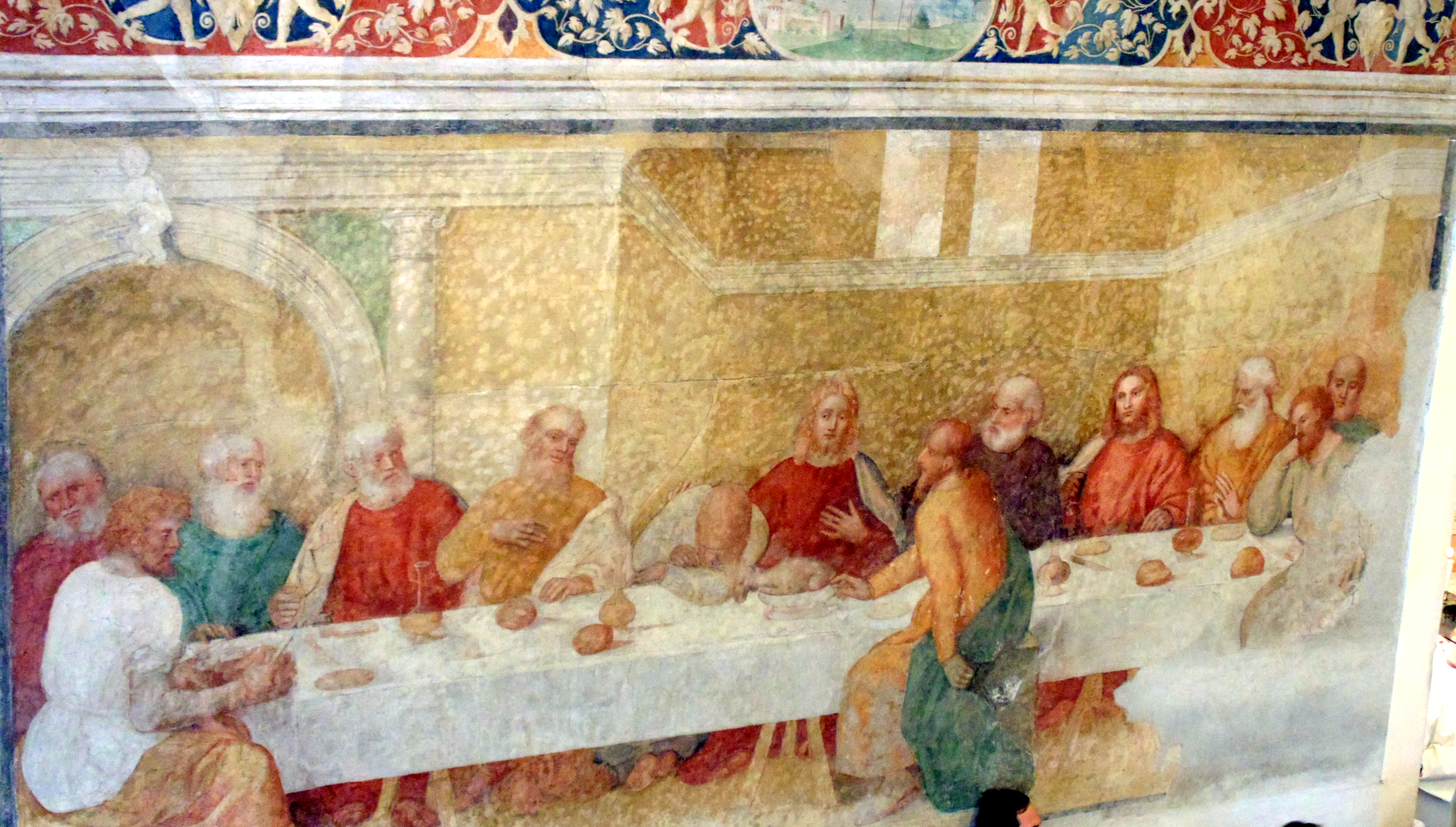
L'affresco dell'Ultima Cena

La chiesa fu elevata al rango di parrocchiale nel 1834; l'edificio fu oggetto di un restauro nel 2003.

## Descrizione
Opere di pregio conservate all'interno della chiesa sono la Via Crucis, realizzata nel XVIII secolo dal bellunese Antonio Gabrieli, l'affresco ritraente l'Ultima Cena, eseguito nel XVI secolo dal trevisano Paris Bordon, e la pala dell'altar maggiore raffigurante la Madonna in trono con il Bambino assieme ai santi Aronne vescovo e Giovanni Battista e con l'agnellino, dipinta verso la metà del XVI secolo da Girolamo Denti.
La chiesa presenta la copertura in lastre di pietra, mentre il campanile ha il tetto composto da scandole.